# Gymnophiura mollis
Gymnophiura mollis är en ormstjärneart som beskrevs av Christian Frederik Lütken och Ole Theodor Jensen Mortensen 1899. Gymnophiura mollis ingår i släktet Gymnophiura och familjen fransormstjärnor. Inga underarter finns listade i Catalogue of Life.